# .au
.au este un domeniu de internet de nivel superior, pentru Australia (ccTLD).